# Pagano Bolotino
Pagano Bolotino (XI secolo – XII secolo) è stato un poeta francese.
Canonico di Chartres nel 1113, scrisse il poema De falsis heremitis qui vagando discurrunt (Dei falsi eremiti che dissertano nel vagare), rivolto contro i cistercensi.